# Madonna del Libro
Madonna del Libro är en liten temperamålning av den italienske renässanskonstnären Sandro Botticelli från omkring 1480–1481. Den är sedan 1879 utställd på Museo Poldi Pezzoli i Milano. 
Madonna del Libro föreställer Jungfru Maria och Jesusbarnet sittande i hörnet av ett rum framför ett fönster. Marias hand vilar på en öppen tidebok. Som en symbol för sitt framtida lidande håller Jesusbarnet de tre spikarna från korset och törnekronan.